# Tiago Azulão
Tiago Azulão nome pelo qual é mais conhecido em Angola é um futebolista Brasileiro que atua como Atacante,  no Atlético Petróleos de Luanda e chegou ao clube angolano em 2016, que milita no Girabola.
Além de futebolista, o avançado de Petro de Luanda também é escritor, visto que se prepara para lançar a sua primeira obra literária com o título "A força de um campeão ".
Foi distinguido 5 vezes como melhor marcador do Girabola.
Em 2018, chegou a ser cogitado para integrar a seleção de Futebol de Angola, mas questões burocráticas inviabilizaram a concretização do desejo de assinalar uma carreira ao serviço da Selecção Nacional de Honras.

### Artilharias
- Girabola 2022-23: 21 golos[6]